# Simone Sanna
Simone Sanna (Florence, 16 maart 1978) is een Italiaans motorcoureur.
Sanna maakte zijn debuut in het wereldkampioenschap wegrace in de 125cc-klasse van het 1997 met een wildcard in zijn thuisrace op een Aprilia. In 1997 en 1998 nam hij deel aan het Europees kampioenschap wegrace, alvorens in 1999 terug te keren op een Honda. In de Grand Prix van Imola eindigde hij op het podium en werd achtste in het kampioenschap. In 2000 keerde hij terug naar een Aprilia en beleefde hij zijn beste seizoen met overwinningen in Catalonië en Rio de Janeiro, waardoor hij het kampioenschap als zesde afsloot. In 2001 behaalde hij in Duitsland zijn laatste overwinning en in 2002 behaalde hij in Portugal zijn laatste podiumplaats.
In 2003 stapte Sanna over naar het wereldkampioenschap supersport op een Yamaha. Hij behaalde een pole position op het Misano World Circuit, maar stelde in de rest van het seizoen teleur, wat uiteindelijk een zeventiende plaats in het kampioenschap opleverde. In 2004 stapte hij over naar het Italiaans kampioenschap wegrace in de Superstock 1000-klasse en werd tiende in het kampioenschap. Daarnaast nam hij dat jaar deel aan de Grands Prix van Duitsland en Groot-Brittannië als vervanger van Andrea Ballerini op een Aprilia. In 2005 bleef hij actief in het Italiaans kampioenschap, maar stapte over naar de Supersport-klasse, die hij won op een Honda. Daarnaast reed hij dat jaar vier wildcardraces in het wereldkampioenschap. In 2006 werd hij negende in het Italiaanse kampioenschap en verving hij Katsuaki Fujiwara voor drie races in het wereldkampioenschap, waarbij hij zijn enige podiumplaats in het kampioenschap behaalde in Misano. In 2007 keerde hij terug als fulltime coureur in het wereldkampioenschap op een Honda, maar wist geen indruk te maken met een zestiende plaats in de eindstand. In 2008 keerde hij nog een keer terug in het kampioenschap met wildcardraces op het Autodromo Nazionale Monza en het Autódromo Internacional do Algarve.